# Vogelsburg (Volkach)
Vogelsburg ist eine Einöde auf der Gemarkung des Volkacher Ortsteils Escherndorf im unterfränkischen Landkreis Kitzingen.

## Geografische Lage
Die Vogelsburg liegt im Westen des Volkacher Gemeindegebietes. Im Norden, durch den Main getrennt, liegt auf der Fahrer Gemarkung Elgersheim. Weiter östlich befindet sich Astheim, während im Südosten der Mainkanal Volkach und die Stadt beginnen. Südlich der Vogelsburg liegt Nordheim am Main, der Main fließt zwischen den Gemarkungen hindurch. Im Osten schließt sich Escherndorf an.
Nächstgelegene größere Städte sind Kitzingen mit einer Distanz von etwa 15 Kilometern, sowie Schweinfurt, welches 20 Kilometer entfernt ist. Die nächste Großstadt ist Würzburg, ungefähr 19 Kilometer entfernt.
Naturräumlich liegt die Vogelsburg im Gebiet der Volkacher Mainschleife, die als Untereinheit zum Mittleren Maintal der Mainfränkischen Platten gezählt wird.

## Geschichte
Den Mittelpunkt des Ortsteils bildet die Anlage des Klosters Vogelsburg. Diese Stelle war bereits in der Altsteinzeit besiedelt und wurde in der Folgezeit von verschiedenen Kulturen als Siedlungsstelle genutzt. In der Bronzezeit wurde die markante Stelle an der Mainschleife in eine Befestigung umgewandelt. Mit der fränkischen Besiedlung im 5. nachchristlichen Jahrhundert baute man die Befestigungen weiter aus und wandelte sie in einen Königshof um.
Im 9. Jahrhundert wurde das Gut verschenkt, Empfänger war das Kloster Fulda. Das 11. Jahrhundert brachte erneut einen Besitzerwechsel, als die aufsteigenden Grafen von Castell die Burg an sich rissen. Graf Hermann zu Castell wandelte die Anlage 1282 in ein Kloster des Karmelitenordens um. Im Deutschen Bauernkrieg 1525 litten die Gebäude so sehr, dass das Kloster fortan von Würzburg aus mitverwaltet wurde. Mit der Säkularisation kam es 1803 in private Hände und wurde Teil der Escherndorfer Gemarkung.
Gegen Ende des 19. Jahrhunderts begann der Berg und die Klosteranlage vermehrt Ausflügler aus dem nahen Würzburg anzuziehen. Die Vogelsburg, die Teil des Bezirksamtes Gerolzhofen war, erhielt einen eigenen Haltepunkt der Mainschleifenbahn, der 1922 allerdings bereits wieder aufgelöst wurde. Heute sind die meisten Gebäude der Einöde Teil der Stiftung Juliusspital Würzburg. Von November 2013 bis Juli 2015 wurde die Vogelsburg modernisiert und in ein Hotel umgebaut.

## Sehenswürdigkeiten
Von der ursprünglichen, frühmittelalterlichen Burganlage haben sich nur einige Abschnittswälle erhalten. Mittelpunkt der heutigen Anlage ist die Kirche Mariä Schutz, deren Dachreiter auf das 18. Jahrhundert zurückgeht. Auf der Flur befinden sich mehrere Bildstöcke und Kleindenkmäler, die überwiegend dem 17. Jahrhundert zuzurechnen sind. Ein Fußweg nach Escherndorf führt durch die steilen Weinbergshänge der Umgebung.
Die nördlichen, nicht vom Wein bedeckten Hänge der Vogelsburger Flur sind Teil des Naturschutzgebietes Mainhang an der Vogelsburg. Die Vogelsburger Pforte ist eine der kleinsten Weinlagen des Anbaugebietes Franken.